# Emmering (Landkreis Ebersberg)
 For alternative betydninger, se Emmering. (Se også artikler, som begynder med Emmering)
Emmering er en kommune i Landkreis Ebersberg i Regierungsbezirk Oberbayern i den tyske delstat Bayern. Den er en del af Verwaltungsgemeinschaft Aßling.

## Geografi
Emmering ligger i Region München.

## Historie
Emmering hørte til Rentamt München og til  Landgericht Schwaben i Kurfyrstedømmet Bayern. Den nuværende kommune blev dannet i 1818 .